# Toetsingscommissie Inzet Bevoegdheden
De Toetsingscommissie Inzet Bevoegdheden (TIB) is een onafhankelijke commissie die vooraf toetst of de inzet van een aantal bijzondere bevoegdheden door de Algemene Inlichtingen- en Veiligheidsdienst (AIVD) en Militaire Inlichtingen- en Veiligheidsdienst (MIVD) rechtmatig is. Ze heeft hierbij een bindende stem. De TIB is ingesteld bij de Wet op de inlichtingen- en veiligheidsdiensten 2017 (Wiv 2017), onder andere om het toezichtkader in lijn te brengen met Europese jurisprudentie.

## Toetsing door de TIB
Voor een aantal bijzondere bevoegdheden van de AIVD en de MIVD is toestemming van de betrokken minister nodig. De TIB toetst vervolgens de rechtmatigheid van de toestemming van de minister aan de hand van vier criteria:
- er moet een noodzaak zijn om de bevoegdheid in te zetten (noodzakelijkheid);
- de uitoefening van de bevoegdheid mag geen onevenredig nadeel opleveren in vergelijking met het doel van de bevoegdheid (proportionaliteit);
- de diensten moeten bij de keuze van de bevoegdheid de minst zware inzetten die kan leiden tot het gewenste doel (subsidiariteit);
- de inzet van de bevoegdheid moet zo gericht mogelijk plaatsvinden (gerichtheid).

De diensten mogen de bijzondere bevoegdheid pas gaan uitoefenen nadat de TIB de toestemming van de minister als rechtmatig heeft beoordeeld. Alleen in spoedgevallen kan hiervan worden afgeweken. De toetsing door de TIB vindt dat later alsnog plaats. Het oordeel van de TIB is bindend.

## Transparantie
De TIB heeft op basis van de periode van 1 mei tot 1 oktober 2018 een eerste voortgangsbrief uitgebracht. De toestemming van de minister bleek bij de AIVD in 5,5% en bij de MIVD in 4,1% van de gevallen onrechtmatig te zijn verleend. Volgens het ministerie van Binnenlandse Zaken en het ministerie van Defensie zijn dit aanloopproblemen. De diensten zullen in het eerste kwartaal van 2019 onder andere investeren in de juridische kennis en kunde om te komen tot een kwaliteitsverbetering, zodat de rechtmatigheidstoets van de TIB op een effectieve wijze een plek krijgt in het werkproces van de diensten.
De TIB maakt vanaf 2019 jaarlijks een verslag op van haar bevindingen, dat wordt gestuurd aan de Eerste en Tweede Kamer (openbaar deel) en aan de Commissie voor de Inlichtingen- en Veiligheidsdiensten (geheim deel). De openbare versie van de verslagen worden ook op de website van de TIB gepubliceerd.
De TIB en de CTIVD voeren geregeld overleg om te komen tot een gelijke uitleg van de WIV 2017 (rechtseenheidoverleg). De uitkomst van dit rechtseenheidoverleg kan ook naar de Eerste en Tweede Kamer worden gestuurd. Zo stuurden de TIB en de CTIVD rechtseenheidbrieven over het begrip geautomatiseerde data analyse en over de reikwijdte van de rechtmatigheidstoetsing van bijzondere bevoegdheden in de samenwerking met buitenlandse diensten.
| Aantal beoordeelde verzoeken en oordelen | Aantal beoordeelde verzoeken en oordelen | Aantal beoordeelde verzoeken en oordelen |
| Jaar                                     | Totaal                                   | Niet rechtmatig                          |
| ---------------------------------------- | ---------------------------------------- | ---------------------------------------- |
| 2022                                     | 2902                                     | 67                                       |
| 2023                                     | 3383                                     | 148                                      |
| 2024                                     | 4446                                     | 159                                      |

## Organisatie
De toetsingscommissie inzet bevoegdheden (TIB) bestaat uit drie leden. Een van de leden is voorzitter. Ten minste twee van de drie leden moeten een achtergrond als rechter hebben. Het derde lid hoeft geen rechtelijke achtergrond te hebben, maar kan worden benoemd op grond van technische deskundigheid. De commissie wordt ondersteund door een secretaris en een technisch adviseur en is gevestigd in het gebouw van het ministerie van Algemene Zaken op het Binnenhof in Den Haag.
De commissie bestaat per 1 april 2023 uit:
- Anne Mieke Zwaneveld, voorzitter
- Eric Druijf, rechterlijk lid
- Otto Vermeulen, technisch lid

alsmede drie plaatsvervangende leden
Voormalige leden:
- Mariëtte Moussault, voorzitter van 2018 t/m 2022
- Ronald Prins, nam ontslag per 1 juni 2020.[11]
- Bert Hubert, hij stapte op 9 september 2022 na nog geen twee jaar op vanwege zijn onvrede over de voorgestelde Tijdelijke wet cyberoperaties die de bevoegdheden van de inlichtingendiensten verder wil uitbreiden, terwijl de mogelijkheden van de toezichthouder ingeperkt worden.[12]